# Ploceus grandis
El tenedor gigante (Ploceus grandis) es una especie de ave paseriforme de la familia Ploceidae.

## Distribución geográfica
Es endémica de la isla de Santo Tomé y del cercano islote de las Tórtolas (Santo Tomé y Príncipe).

## Estado de conservación
Se encuentra amenazada por la pérdida de su hábitat natural.